# Delia Reinhardt (Wasserspringerin)
Delia Reinhardt (* 27. August 1947 in Berlin) ist eine ehemalige deutsche Wasserspringerin. Sie war in den 1960er Jahren mehrfach DDR-Meisterin und Vizemeisterin im Kunst- und Turmspringen und nahm als Mitglied der gesamtdeutschen Mannschaft an den Olympischen Sommerspielen 1964 in Tokio teil. Im Jahr 1966 wurde sie Vize-Europameisterin im Kunstspringen.

## Sportliche Karriere
Reinhardt begann schon im Alter von elf Jahren mit dem Wassersport. Sie trainierte beim Schwimmverein TSC Berlin bei Olga Jensch-Jordan.
Beim erstmals 1963 in der DDR veranstalteten Europacup im Wasserspringen am 27. und 28. Juli 1963 im Leipziger Schwimmstadion, an dem Sportler aus elf Nationen teilnahmen, errang sie als 15-Jährige die Bronzemedaille im Kunstspringen nach Ingrid Krämer und der Russin Koskezowa.
Wenige Monate später wurde sie im Oktober 1963 in Rostock – wiederum nach Ingrid Krämer – DDR-Vizemeisterin im Kunstspringen vom 3-Meter-Brett und Dritte im Turmspringen. 
Anfang August 1964 wurde sie in Rostock DDR-Vizemeisterin im Turmspringen. Im selben Monat qualifizierte sie sich bei den Ausscheidungswettkämpfen am 26./27. August in der Neptun-Schwimmhalle in Rostock für die Teilnahme an den Olympischen Sommerspielen 1964 in Tokio. Sie gehörte somit der gesamtdeutschen Mannschaft an, in der die besten Athleten der damals getrennten beiden deutschen Staaten vertreten waren. Die olympischen Wettbewerbe im Turmspringen schloss sie am 15. Oktober 1964 als Zehnte unter 24 Teilnehmerinnen aus elf Ländern ab.
Im Juli 1965 holte sie sich beide nationalen Meistertitel und wurde in Leipzig DDR-Meisterin sowohl im Kunstspringen vom 3-Meter-Brett als auch im Turmspringen. Bei den Schwimmeuropameisterschaften 1966 in Utrecht gewann sie nach der Russin Wera Baklanowa mit nur knappem Punkterückstand die Silbermedaille im Kunstspringen vom 3-Meter-Brett.
Im Jahr 1966 wurde sie in Leipzig erneut DDR-Vizemeisterin im Kunstspringen vom 3-Meter-Brett. In derselben Disziplin errang sie bei den DDR-Hallenmeisterschaften im Wasserspringen in Rostock in den Jahren 1967 und 1968 ebenfalls jeweils den 2. Platz.